# Prémer per parlar

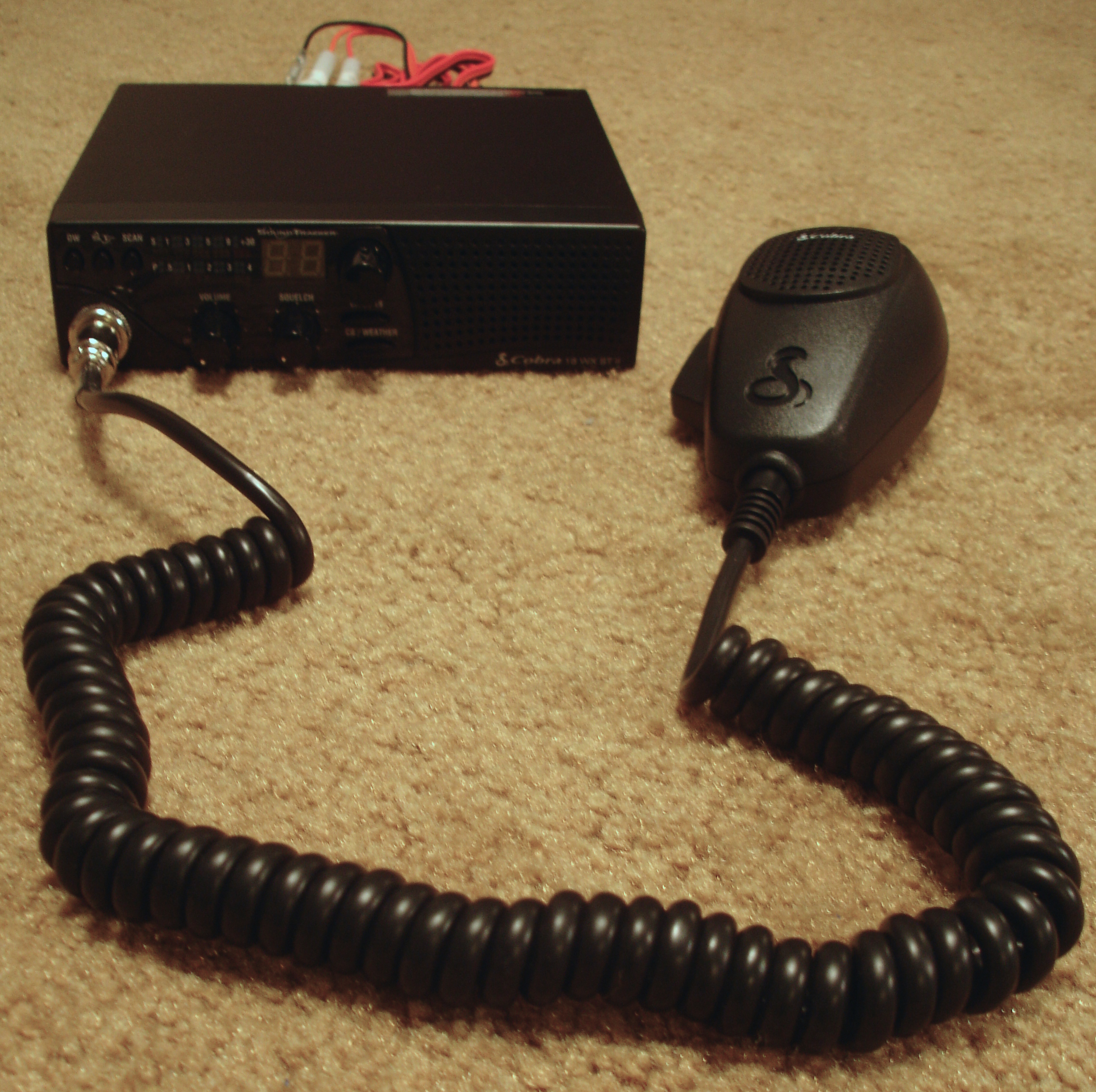
Emissora amb micròfon push-to-talk

El sistema prémer per parlar (també conegut com a PTT, de l'anglès Push to Talk), és un mètode per parlar en línies half-duplex de comunicació, prement un botó per transmetre i alliberant-lo per rebre. Aquest tipus de communicación permet trucades de tipus un-a-un o bé un-a-diversos (trucades de grups).
El PTT és una característica que està disponible en gairebé tots els equips de ràdio, siguin portàtils o mòbils, a més en certs models de telèfon mòbil.
Conversar a l'estil walkie-talkie no és la novetat del PTT, ja ho fan xarxes de trunking tipus RadioRed, Actionet, TETRA. La novetat és poder fer-ho des d'un mòbil convencional i sense límit de distància, amb una cobertura universal.

## Característiques
Els telèfons mòbils tradicionals permeten a l'usuari trucar a l'altre i mantenir una conversa on tots dos poden parlar o escoltar alhora ("dúplex"). En PTT sempre s'està a l'escolta. No cal despenjar per escoltar l'interlocutor. És com un walkie-talkie. Per parlar només cal prémer el botó. A diferència de les trucades convencionals, en PTT no es permet parlar i escoltar alhora. O s'escolta o es parla, a i d'això se'n diu "half-duplex". Conversar en half-duplex pot ser més útil que fer-ho en "full-duplex", per exemple, quan es parla en grup. Quan un dels membres del grup té el botó premut i parla, ningú no pot interrompre la conversa. Al seu torn, la conversa és menys sorollosa, perquè no es filtra el soroll dels mòbils de tot el grup. Cosa que faria impracticable la comunicació.
Pel que fa a la implantació del PTT a l'empresa, sovint s'utilitza un Terminal de Despatx que complementa als telèfons mòbils PTT. El terminal de despatx permet a l'empresa organitzar el treball de la flota de manera molt més àgil mitjançant converses PTT. El Terminal de despatx és una aplicació de PC semblant a com funciona una centraleta, on s'escolten totes les converses PTT de la flota, es conversa amb el personal de camp, se li demanen treballs, i se'ls proposen solucions en cas d'ajuda. El Terminal de despatx ja l'utilitzen moltes empreses en xarxes de walkie-talkies per a logística, construcció, utilities i autopistes entre d'altres.

## Història
Nextel va introduir el  PTT  en els telèfons mòbils fa diversos anys i és actualment el líder d'aquesta indústria. Altres companyies han llançat equips mòbils amb  PTT . I més operadores han anunciat per tot el món les intencions de llançar serveis semblants. A Espanya Vodafone i Telefónica el comercialitzen mentre que a Argentina ho fan Movistar i Clar, encara que en molt menor mesura que Nextel. El mateix passa a Mèxic, on Nextel lidera el mercat de PTT, encara Iusacell i Telcel també l'ofereixen però han tingut poc impacte. Movistar Mèxic l'ha redissenyat i llançat novament sota el nom de MoviTalk i ha tingut una bona acceptació entre els seus clients, en introduir aquesta funció en una varietat d'equips per a tots els gustos i possibilitats, com són les marques Alcatel (amb models com el OT255, OT650, OT800, OT880), BlackBerry (amb el 8120, 8310 i 9300), Huawei (C3501), Nokia (E63, N95 i 2710), Samsung (amb el B2100), ZTE (A292) i, la seva pròpia marca Movistar (amb el Match). L'ofereix tant en Plans de Renda com en Prepagament.
Verizon, per exemple, utilitza per al seu servei el telèfon mòbil Motorola v60p, una versió modificada del V60 que té  PTT  i s'ha adaptat per utilitzar la xarxa de CDMA. Vodafone, per la seva banda, utilitza el Motorola v360v (una versió modificada del V360) i el Nokia 6288 per donar servei  PTT  als seus clients.

## Push to Talk over Cellular
Certes versions de Motorola i de Nokia amb  PTT  es basen en 2,5 G, les xarxes d'intercanvi de paquets (CDMA per Motorola, GPRS per Motorola i Nokia). Aquestes versions particulars de  PTT  es diuen " Push to Talk over Cellular ", que s'abreuja " PoC ".
Una versió pre-uniforme de PoC està definida també pel consorci de la indústria amb l'impuls de Motorola, Nokia, Sony Ericsson, Siemens AG, AT & T Wireless, i Cingular Wireless, amb l'objectiu de crear interoperabilitat entre venedors.
Per Costa Rica Multicom va ser la primera empresa a oferir el servei de ptt sobre una plataforma identitat de Motorola